# Восканян, Сергей Эдуардович
Сергей Эдуардович Восканян (род. 19 декабря 1974 года) — российский хирург, специалист в области абдоминальной хирургии, онкохирургии, трансплантации органов, доктор медицинских наук, профессор, член-корреспондент РАН (2019).
Заместитель главного врача по хирургической помощи — руководитель Центра хирургии и трансплантологии ФГБУ ГНЦ ФМБЦ им. А. И. Бурназяна ФМБА России, заведующий кафедрой хирургии с курсами онкохирургии, эндоскопии, хирургической патологии, клинической трансплантологии и органного донорства МБУ ИНО ГНЦ ФМБЦ им. А. И. Бурназяна ФМБА России, главный внештатный специалист по хирургии ФМБА России.
Один из ведущих специалистов в РФ в области абдоминальной хирургии, онкохирургии, трансплантологии, внес большой вклад в совершенствование оперативных методик в хирургической гепатологии, панкреатологии и трансплантации печени, а также в разработку и внедрение новых способов панкреатодуоденальной резекции, обширных резекций печени и других сложных вмешательств. Многие, получившие признание хирургические технологии внедрены впервые в Российской Федерации.
Основные научные исследования посвящены изучению патогенеза и разработке новых способов профилактики и лечения послеоперационных осложнений после обширных хирургических вмешательств, а также технике оперативных вмешательств на органах гепатопанкреатобилиарной зоны, трансплантации органов, разработке новой медицинской техники. Значительная часть работ выполнена на стыке фундаментальных и прикладных наук.
Является автором свыше 500 публикаций, среди которых 8 монографий, более 20 учебных изданий, свыше 250 статей в отечественных и зарубежных реферируемых журналах, 62 патента на изобретение, научное открытие. Под его руководством защищены 4 докторских и 10 кандидатских диссертаций.
Является членом исполнительного комитета и председателем российского отделения Международной ассоциации хирургов, гастроэнтерологов и онкологов (IASGO), вице-президентом и почетным членом Ассоциации гепатопанкреатобилиарных хирургов стран СНГ, руководителем секции Российского общества хирургов, активным членом Ассоциации онкологов стран СНГ, международной ассоциации гепатобилиарных хирургов (IHPBA) и др. Он является заместителем редактора международного журнала «Surgery, Gastroenterology & Oncology», членом редакционных коллегий журналов «Анналы хирургической гепатологии», «Трансплантология», «Клиническая практика», «Гены и клетки», «Клинический вестник ФМБЦ им. А. И. Бурназяна», «Медицина катастроф», «РМЖ. Медицинское обозрение», «Вестник медицинского института „Ревиз“».
Является лауреатом Премии Правительства Российской Федерации в области науки и техники за 2011 год, лауреатом Премии Правительства Российской Федерации в области образования за 2013 год, премии «Призвание» за 2016 год, награждён орденом Почета, медалью Ордена За заслуги перед Отечеством II степени, медалью «За спасение погибавших», нагрудным знаком «Отличник здравоохранения», почетными грамотами и благодарностями Минздрава России и ФМБА России, Большой медалью имени академика А. В. Вишневского, памятной медалью имени В. П. Демихова «За вклад в развитие трансплантологии».
Женат, воспитывает двух дочерей.

## Награды
- Премия Правительства Российской Федерации в области науки и техники
- Премия Правительства Российской Федерации в области образования 2013 года (12 ноября 2013) — за научно-практическую разработку "Создание образовательной системы обучения сотрудников социально значимых объектов, специалистов, работающих в опасных условиях труда и воздействия вредных производственных факторов, оказанию первой помощи при угрожающих жизни состояниях, травмах, чрезвычайных ситуациях, техногенных, природных катастрофах, террористических актах"
- Орден Почета
- Медаль Ордена За заслуги перед Отечеством II степени
- Медаль За спасение погибавших
- Отличник здравоохранения Российской Федерации
- Премия «Призвание» (в составе группы, за 2016 год) — за проведение первой в России и первой в мире операции по пересадке сложного комплекса тканей лица вместе с хрящами и слизистой оболочкой 19-летнему пациенту